# Macromesus harithus
Macromesus harithus är en stekelart som beskrevs av T.C. Narendran 2001. Macromesus harithus ingår i släktet Macromesus och familjen puppglanssteklar. Inga underarter finns listade i Catalogue of Life.